# Fernando Platas
Fernando Fabricio Platas Álvarez (* 16. März 1973 in Mexiko-Stadt) ist ein ehemaliger mexikanischer Wasserspringer. Er startete im Kunstspringen vom 1-m- und 3-m-Brett und im 10-m-Turmspringen sowie im 3-m- und 10-m-Synchronspringen. Er gewann mehrere Medaillen bei Olympischen Spielen, Weltmeisterschaften und Panamerikanischen Spielen.
Platas nahm an vier Olympischen Spielen teil. 1992 in Barcelona erreichte er vom 3-m-Brett Rang 17, 1996 in Atlanta qualifizierte er sich für zwei Finals, vom 3-m-Brett wurde er Achter, vom 10-m-Turm Siebter. 2000 in Sydney gewann er vom 3-m-Brett die Silbermedaille, im 3-m-Synchronspringen wurde er mit Eduardo Rueda Fünfter. 2004 nahm er in Athen letztmals teil. Er erreichte vom 3-m-Brett Rang fünf.
An Schwimmweltmeisterschaften nahm Platas insgesamt fünfmal teil, erstmals 1991 in Rom. Er gewann 2001 in Fukuoka Silbermedaillen in beiden Synchronwettbewerben, von 3 m mit Joel Rodríguez und von 10 m mit Eduardo Rueda.
Erfolgreich war Platas auch bei Panamerikanischen Spielen. Er konnte insgesamt sieben Medaillen erringen, darunter drei Goldmedaillen.
Platas beendete seine aktive Karriere nach den Olympischen Spielen 2004.